# كيم دونغ-جين (حكم)
كيم دونغ جين (بالكورية: 김동진)‏ (مواليد 9 يونيو 1973) حكم كرة قدم كوري جنوبي . تم اعتماده حكماً دولياً من قبل الاتحاد الدولي لكرة القدم في سنة 2005 .

## روابط خارجية
- كيم دونغ جين على موقع عالم كرة القدم.نت (الإنجليزية)